# Темсе
Темсе (на нидерландски: Temse) е селище в Северна Белгия, окръг Синт Никлас на провинция Източна Фландрия. Населението му е около 26 300 души (2006).